# Козак Роман Миколайович
Роман Миколайович Козак (нар. 16 червня 1957, село Болотня, Перемишлянський район, Львівська область) — український політик.

## Біографія
З 1978 до 1984 року Роман Козак навчався у Львівському лісотехнічному інституті, отримав кваліфікацію інженера. Був головою політичної партії «Організація українських націоналістів в Україні».
З 9 липня 2004 до 14 вересня 2005 року працював на посаді заступника начальника Державної інспекції з контролю за охороною, захистом, використанням та відтворенням лісів Міністерства охорони навколишнього природного середовища.
Є засновником і президентом благодійного фонду «Втілення Божественної Любові»
Одружений, дружина Козак О. М. — науковий співробітник Львівського медичного університету, має чотирьох дітей.

## Політична діяльність

### Вибори Президента України (2004)
Висунутий «Організацією Українських Націоналістів в Україні» для участі у виборах президента України 2004. Відомий своїм передвиборчим виступом, під час якого звинуватив Віктора Ющенка в тому, що його дружина має американське громадянство: «Пане Ющенко, Ваша дружина — американка!». Отримав 0,02 % голосів (8360 голосів за кандидата).

### Інші дії
Був опонентом мера Львова Любомира Буняка, збирав підписи за його відставку влітку 2004 року.
За даними газети «Україна молода» Романа Козака виключили з партії ОУН-У 18 вересня 2004 року. Партія також подала до суду на Козака за неправомірне використання партійної символіки під час президентських виборів.
11 червня 2005 року активісти виявили, що Роман Козак продовжує працювати в Міністерстві природоохорони за уряду Юлії Тимошенко. У відповідь на публікацію, Козак подав на газету «Україна молода» до суду, вимагаючи 1 мільйон гривень відшкодування за моральні збитки.
Був кандидатом у народні депутати на виборах до Верховної Ради 2012 року. Був висунутий кандидатом від Партії пенсіонерів в окрузі 191 (Хмельницька область). Проте за 12 днів до дня голосування був знятий з виборів за запитом партії